# Kutxabank
Kutxabank S.A. es un banco español con sede en Bilbao. Fue creado en 2011 como un Sistema Institucional de Protección (SIP) de las tres cajas de ahorros vascas: Bilbao Bizkaia Kutxa (BBK), Kutxa y Caja Vital, las cuales traspasaron su negocio financiero a dicha entidad.
A 31 de diciembre de 2023, los activos de Kutxabank eran de 63.712 millones de euros, siendo la octava entidad financiera española por volumen de activos. Esa misma fecha, contaba con 685 oficinas y 5.384 empleados.

## Historia

### Precedentes: intento de fusión de BBK, Kutxa y Caja Vital
En 2007, ya existía la idea de la fusión de las tres cajas de ahorros del País Vasco.
En 2008, se desarrolló un primer proyecto de fusión de las tres cajas para dar lugar a la Euskadiko Aurrezki Kutxa eta Bahitetxea (Caja de Ahorros y Monte de Piedad de Euskadi en castellano), cuyo nombre comercial iba a ser KUTXA (en mayúsculas).[cita requerida] El 30 de octubre de 2008, dicho proyecto fue aprobado por los consejos de Bilbao Bizkaia Kutxa (BBK) y Kutxa. La entidad resultante quedaría abierta a la integración de la alavesa Caja Vital. En principio, la nueva caja iba a tener dos sedes: la actividad económico-financiera y domicilio social, en Bilbao; y la actividad social e informática, en San Sebastián. El 28 de noviembre de 2008, se celebraron las asambleas de socios de ambas cajas, aprobándose la fusión por la Bilbao Bizkaia Kutxa (BBK), pero sin alcanzar la mayoría de dos tercios en la Kutxa, con lo cual, este primer intento de fusión no se llevó finalmente a cabo.

### Nacimiento de Kutxabank
El 14 de junio de 2011, se inicia el segundo y definitivo intento de fusión con la constitución mediante escritura pública Banco Bilbao Bizkaia Kutxa, S.A.U. El 16 de septiembre de 2011, la Asamblea General extraordinaria de Bilbao Bizkaia Kutxa (BBK) y la de Caja Vital aprobaron la "fusión fría" (o Sistema Institucional de Protección (SIP)) con Kutxa, mediante la creación de un banco, que se denominaría Kutxabank, a través del cual ejercerían su actividad financiera. Bilbao Bizkaia Kutxa (BBK) mantendría el 57% de las participaciones en el capital social del nuevo banco, Kutxa el 32% y Caja Vital el 11% restante. El 23 de septiembre, la Asamblea General extraordinaria de Kutxa dio igualmente su aprobación al proyecto. El 22 de diciembre de 2011, Banco Bilbao Bizkaia Kutxa, S.A.U. modificó su denominación social a Kutxabank, S.A.
El 1 de enero de 2012, Kutxabank inició su actividad.
En septiembre de 2012, Kutxabank cedió a BBK Bank CajaSur, sociedad de la que era accionista único, el activo y pasivo de sus 45 oficinas en Andalucía. Paralelamente, BBK Bank CajaSur cedió a Kutxabank el activo y pasivo adscrito a las ocho oficinas de las que era titular fuera de Andalucía y Extremadura. De esta manera, Kutxabank pasó a operar (a través de su filial BBK Bank CajaSur) en Andalucía y Extremadura con la marca comercial CajaSur de manera exclusiva.
En julio de 2013, la entidad comenzó a cambiar los rótulos de las oficinas de fuera del País Vasco para instaurar la marca "Kutxabank"; mientras que en el País Vasco se mantuvieron las marcas de las cajas fundadoras ("BBK", "Kutxa" y "Caja Vital / Vital Kutxa"). El resultado fue que, en sus oficinas, se utilizaría la marca "BBK" en Vizcaya, la marca "Kutxa" en Guipúzcoa, la marca "Caja Vital / Vital Kutxa" en Álava y la marca "Kutxabank" en el resto de España. Su filial CajaSur Banco (nueva denominación de BBK Bank CajaSur) utilizaría la marca "CajaSur".
En octubre de 2017, la entidad anunció que cerraría sus cuatro oficinas que mantenía en Francia, país en el que aterrizó Kutxa en 2005. Dichas oficinas se cerraron durante el año 2018.
En su informe de transparencia bancaria publicado en diciembre de 2020, la Autoridad Bancaria Europea (EBA, por sus siglas en inglés) analizó la solvencia de las entidades financieras con datos a junio de 2020 y situó a Kutxabank como "líder en solvencia de la banca española" por sexto año consecutivo. La entidad vasca se consolidó como el banco español con mayor nivel de capital de máxima calidad (el conocido como CET1 fully loaded o Common Equity Tier 1 con todas las exigencias del regulador) con un 16,6%. Este índice fue el mejor de las 12 entidades españolas que participaron en el examen de la EBA y el único por encima de la media europea.
En 2022, Kutxabank comenzó a sustituir en el País Vasco las marcas de las antiguas cajas de ahorros ("BBK", "Kutxa" y "Caja Vital / Vital Kutxa") por la marca "Kutxabank".

## Accionariado
A 31 de diciembre de 2023, los accionistas de Kutxabank eran las tres antiguas cajas de ahorros fundadoras (convertidas posteriormente en fundaciones):
| Accionista                | Participación |
| ------------------------- | ------------- |
| BBK                       | 57%           |
| Kutxa Fundazioa           | 32%           |
| Fundación Vital Fundazioa | 11%           |

## Red de oficinas
A 31 de diciembre de 2023, Kutxabank contaba con 685 oficinas así como con 5.384 empleados. Estos datos incluían a su filial CajaSur Banco.